# Macross Plus
Macross Plus (マクロスプラス, Makurosu Purasu) est un OAV de quatre épisodes de 35 minutes, sorti en 1994 et réédité en 1995 sous la forme d'un film de 115 minutes avec quelques passages supprimés et d'autres inédits.

## Synopsis
Isamu Alva Dyson est le meilleur pilote de l'UN Spacy, mais aussi le plus indiscipliné. Après une énième confrontation avec son supérieur, celui-ci lui annonce qu'il est retiré des champs de bataille et sera finalement muté comme pilote d'essai sur la planète Eden (2040). Isamu, complètement euphorique à l'idée de piloter le fleuron des nouveaux modèles de chasseur, se rend donc sur Eden où il a vécu étant enfant. Seulement, le pilote du projet concurrent est Guld Goa Bowman, un ami d'enfance d'Isamu avec lequel il est en froid.
Au même moment, Myung Fan Long, productrice de la chanteuse virtuelle Sharon Apple et amie d'enfance des deux pilotes, prépare le concert de sa vedette électronique sur Eden.
Au fur et à mesure, les vieux souvenirs reviennent, les rancœurs se font violentes, mais surtout, une conscience naît dans l'ombre...

## Voix japonaises
- Rika Fukami : Myung Fang Lone
- Mako Hyôdô : Sharon Apple
- Unshô Ishizuka : Guld Goa Bowman
- Takumi Yamazaki : Isamu Alva Dyson

## Voix françaises
source : Planète jeunesse
- Hélène Otternaud : Myung Fang Lone
- Françoise Cadol : Sharon Apple
- Luc Bernard : Guld Goa Bowman
- Michel Mella : Isamu Alva Dyson
- Gérard Berner : Colonel Millard Johnson
- Dominique Lelong : Lucy MacMillan
- Nicolas Sempé : Yan Neumann
- Patrick Borg : Marje Gueldoa

Il est à noter que l'épisode 3 bénéficie de dialogues différents et d'un doublage alternatif comme notamment Fabrice Josso pour Yan Neumann, Stefan Godin pour Isamu Alva Dyson, Laurence Crouzet  pour Lucy MacMillan et quelques voix additionnelles, ou encore Patrick Guillemin pour Guld Goa Bowman. De plus, dans cette version alternative la chanson Voices est en anglais plutôt qu'en japonais dans l'autre version.

## Fiche technique[3]
- Réalisation : Shôji Kawamori et Shin'ichirō Watanabe
- Scénario : Shôji Kawamori, Keiko Nobumoto
- Directeur de l'animation : Yuji Moriyama
- Character-designer : Masayuki Yamaguchi
- Chef-décorateur : Katsufumi Haryu
- Musiques de Yoko Kanno (Wolf's Rain, Cowboy Bebop, Arjuna...)

## Commentaires
- Une version cinéma comprenant 20 minutes inédites, un montage différent ainsi qu'une nouvelle bande-son est disponible en version japonaise (et anglaise en vidéo) sous le nom de Macross Plus Movie Edition.
- Macross Plus fait de nombreuses fois explicitement référence au film futuriste 2001, l'Odyssée de l'espace de Stanley Kubrick, d'après l'œuvre d'Arthur C. Clarke. Les plus notables sont le patronyme « Galudo Goa Bowman » en hommage à « Dave Bowman » et le design du personnage Sharon qui renvoie sans aucun doute possible à HAL 9000. On peut aussi entendre à plusieurs reprises des bruitages issus du film Blade Runner de Ridley Scott